# Brookwetterung

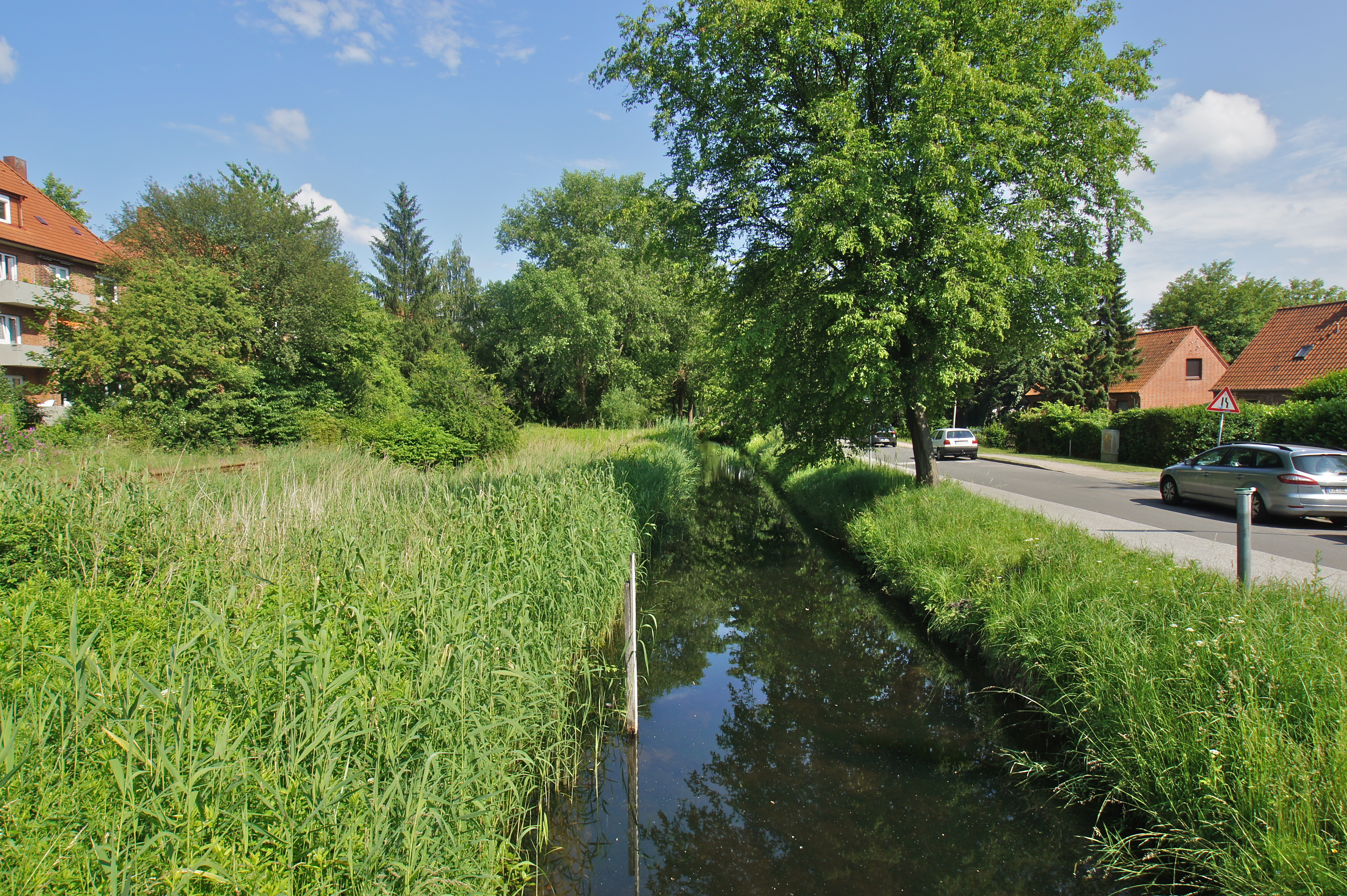
Die Alte Brookwetterung beim Curslacker Heerweg

Die Brookwetterung (auch Brookwetter oder Brookwettern) ist ein über weite Teile als Abflussgraben ausgebauter Bach in Hamburg, der den Norden der Vierländer Elbmarsch entwässert.
Die Brookwetterung beginnt in den Borghorster Elbwiesen, wo sie ursprünglich aus der Elbe gespeist wurde, seit 1968 aber durch den Leitdamm des Geesthachter Schleusenkanals abgedämmt ist.
Die Brookwetterung verläuft dann durch Escheburg (Voßmoor), wo sie über den Knollgraben das Wasser des Bistals aufnimmt. Südlich von Börnsen fließt ihr über den Grenzgraben die Dalbek zu. Weiter westlich auf Bergedorfer Gebiet unterquert der alte Verlauf der Brookwetterung (auch „Alte Brookwetterung“ genannt) die Bundesautobahn 25 und später die Bergedorf-Geesthachter Eisenbahn. Ab hier ist sie stark verbaut und fließt dann wenige hundert Meter südwestlich des Bergedorfer Stadtzentrums in den Schleusengraben und dieser dann schließlich weiter in die Dove Elbe.
Mit dem Bau der Bundesautobahn 25 wurde ein Abflussgraben südlich der Autobahn errichtet, der einen Teil des Wassers der Brookwetterung weiterführt und dann südlich parallel zur Straße Curslacker Neuer Deich in die Dove Elbe einleitet, dieser Graben wird auch mit „Brookwetterung“ bezeichnet, der alte Verlauf auch als „Alte Brookwetterung“.